# Schacholympiade 1984

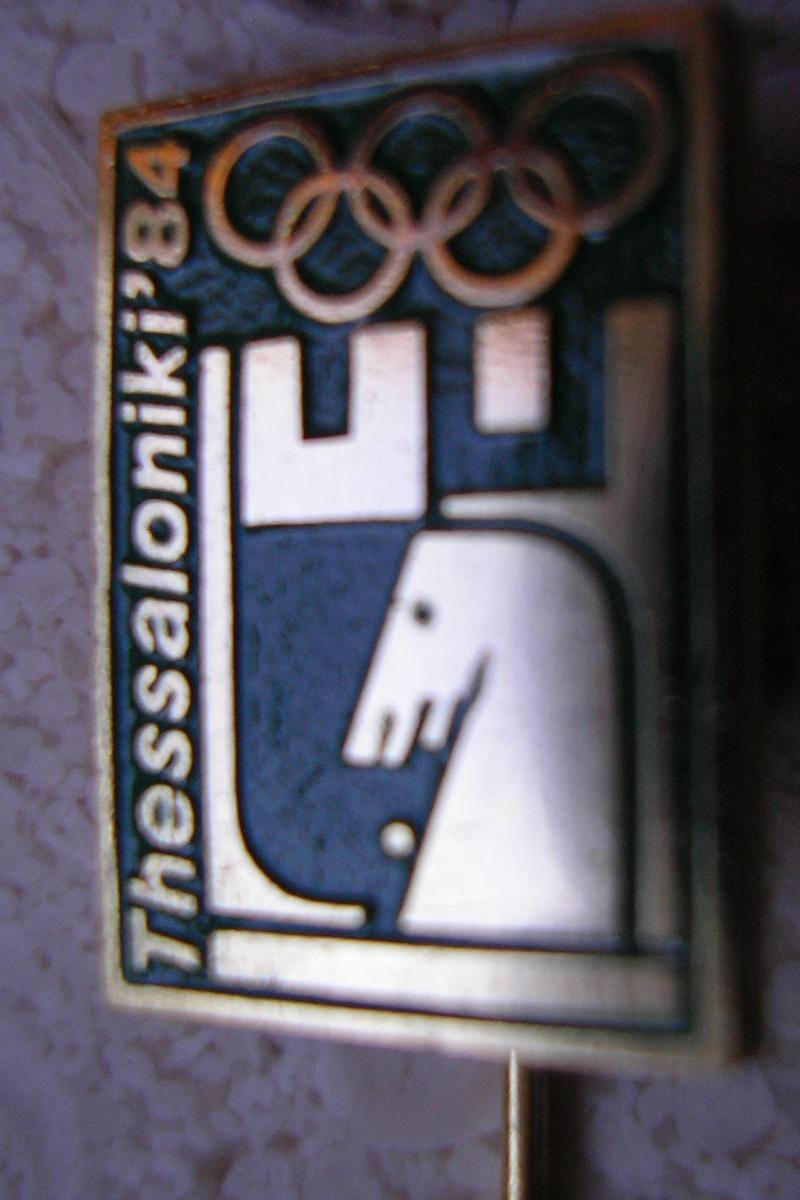
Anstecknadel zur Schacholympiade 1984

Die 26. Schacholympiade 1984 war ein Schach-Mannschaftsturnier, das vom 18. November bis 5. Dezember 1984 in Thessaloniki (Griechenland) ausgetragen wurde.

San Marino, Bangladesch, Mali und die Palästinensischen Autonomiegebiete waren erstmals bei einer Schacholympiade am Start.

## Endstand des offenen Turniers

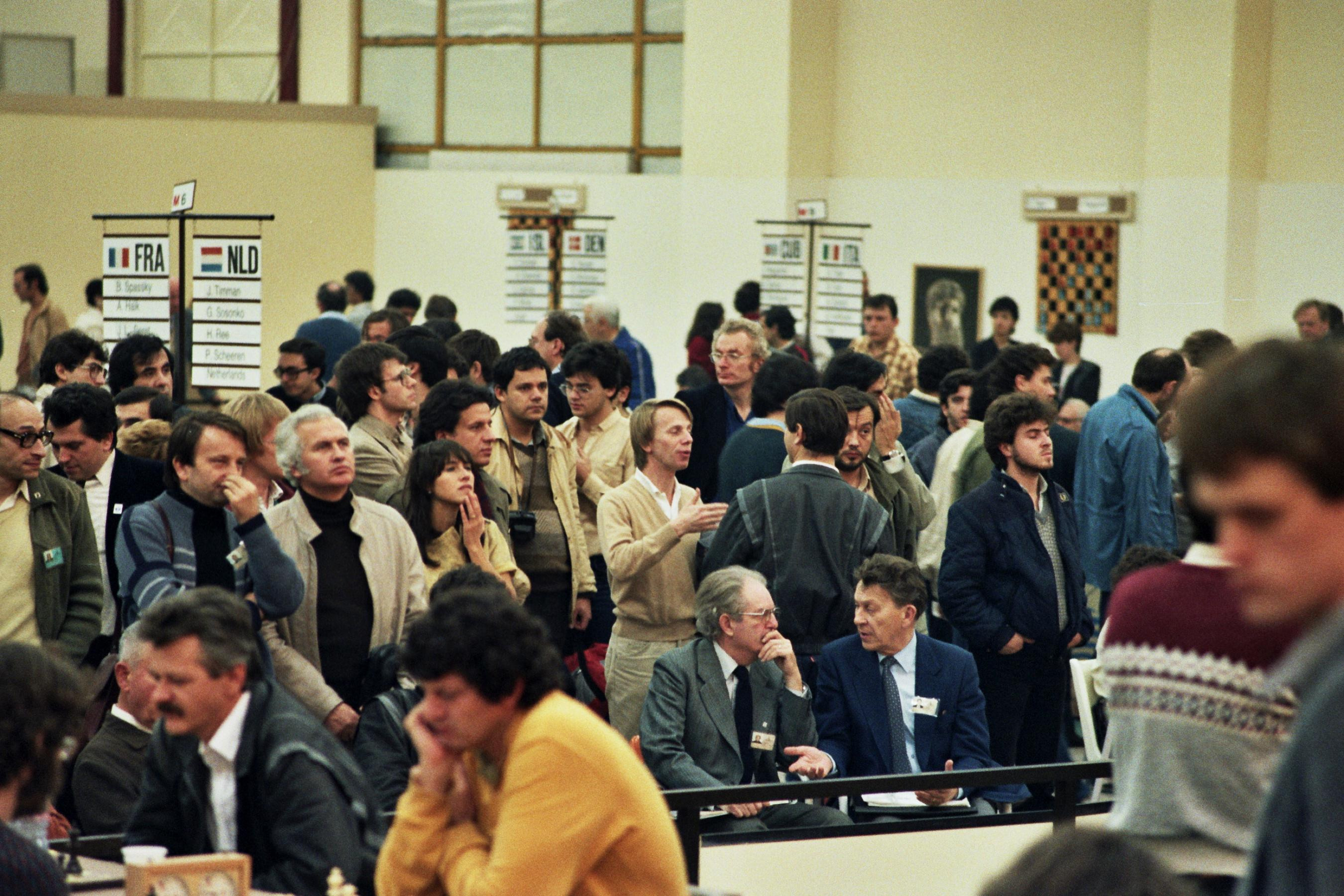
Ulf Andersson in der Mitte der Zuschauer, 1984 Schacholympiade in Thessaloniki

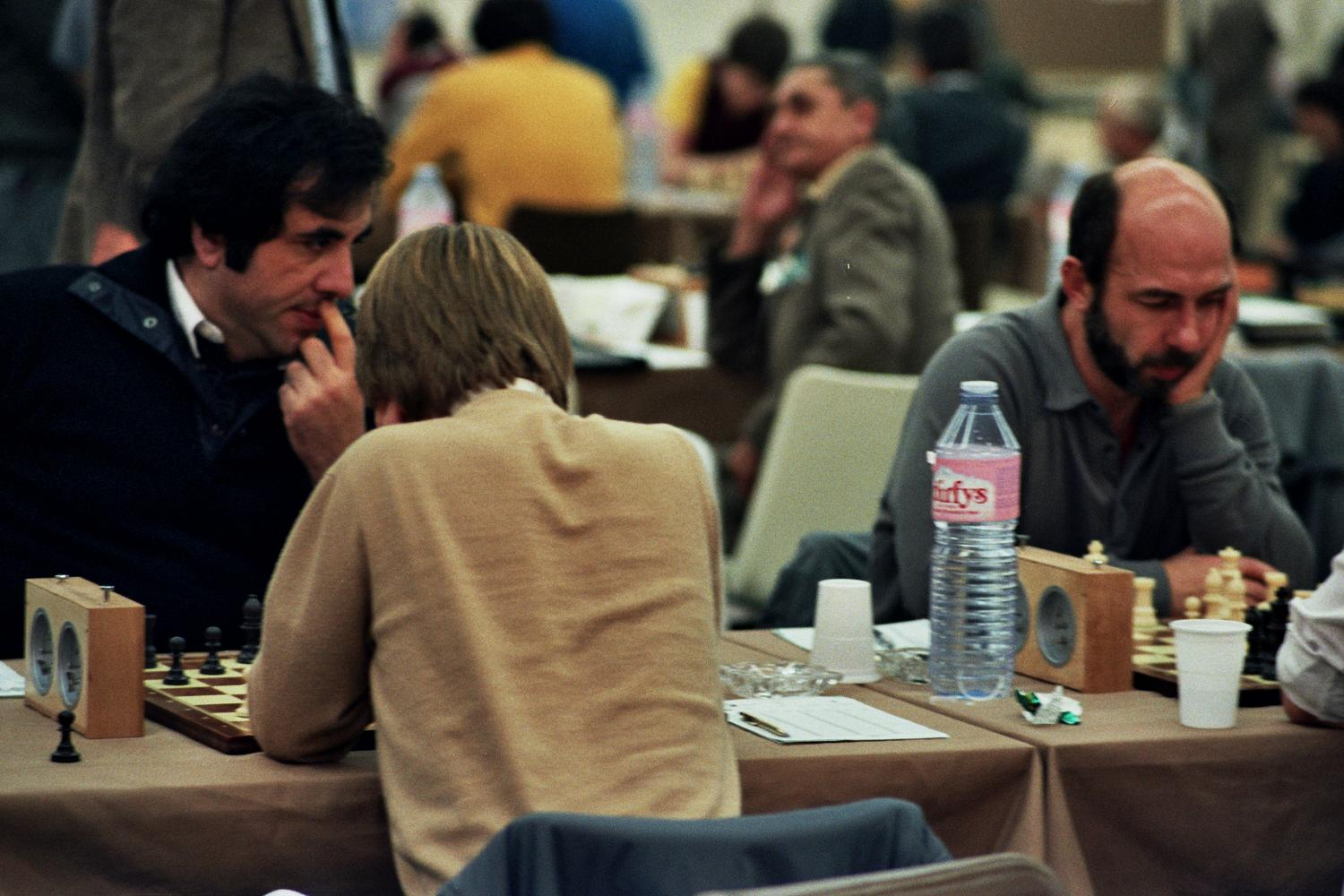
Roman Dzindzichashvili – Ulf Andersson und Lubomir Kavalek Schacholympiade 1984 in Thessaloniki (Bronzemedaille für USA)

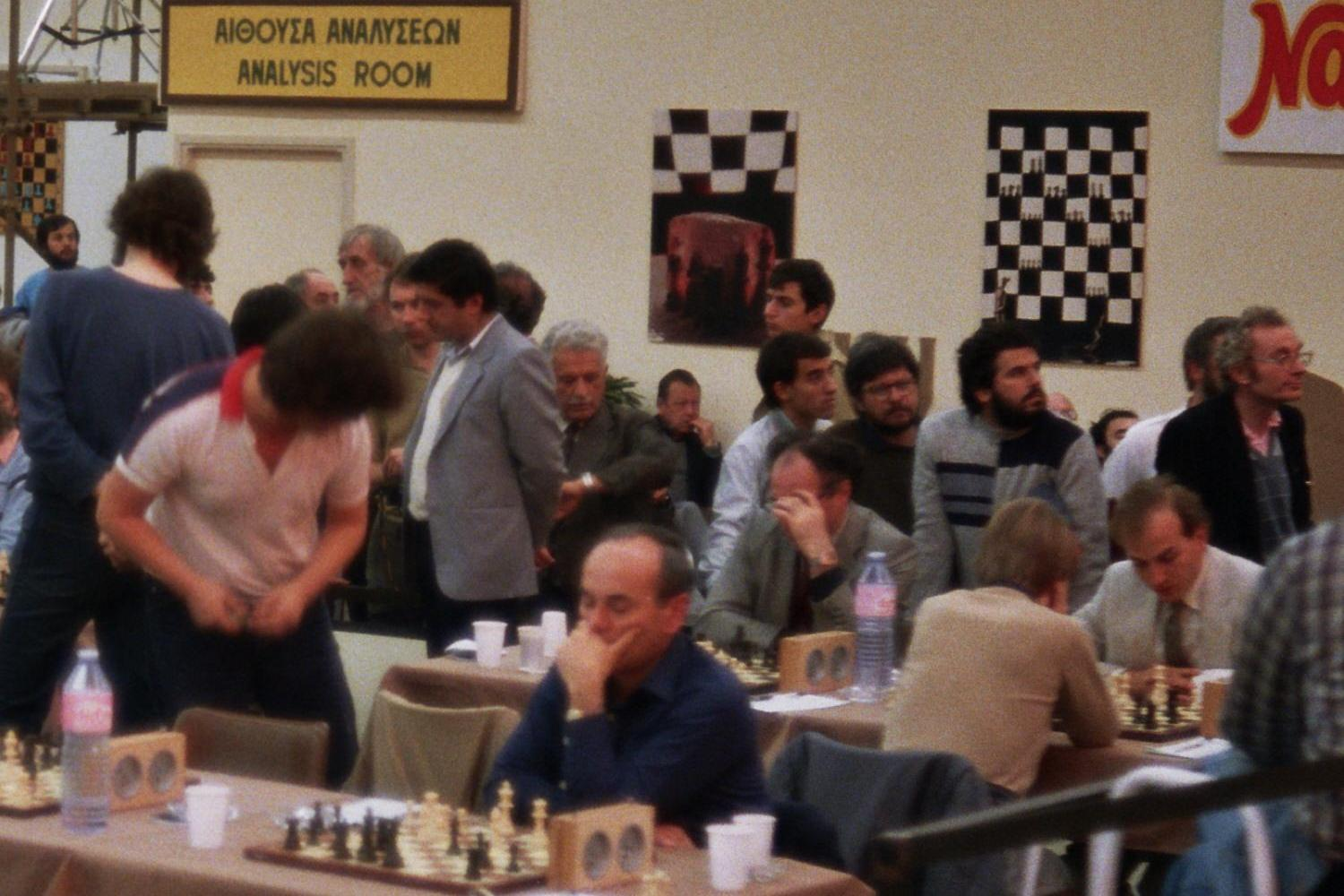
Runde 8, Tisch 1, SWE – URS: Traube um Brett 3 (Tukmakow – Ornstein), Rafael Vaganian (Goldmedaille), Lev Polugajewski, Alexander Beliavsky (Bronze) – Ulf Andersson, vorn Lajos Portisch (HUN-1957), Schacholympiade 1984 in Thessaloniki.

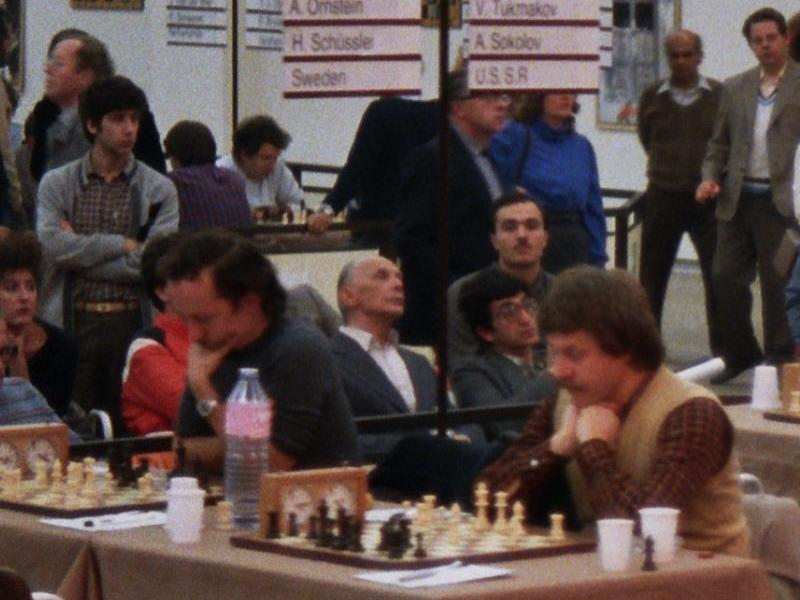
Runde 8, Tisch 2, Ungarn: József Pintér (Goldmedaille) und András Adorján, Schacholympiade 1984 in Thessaloniki.

### Rangliste

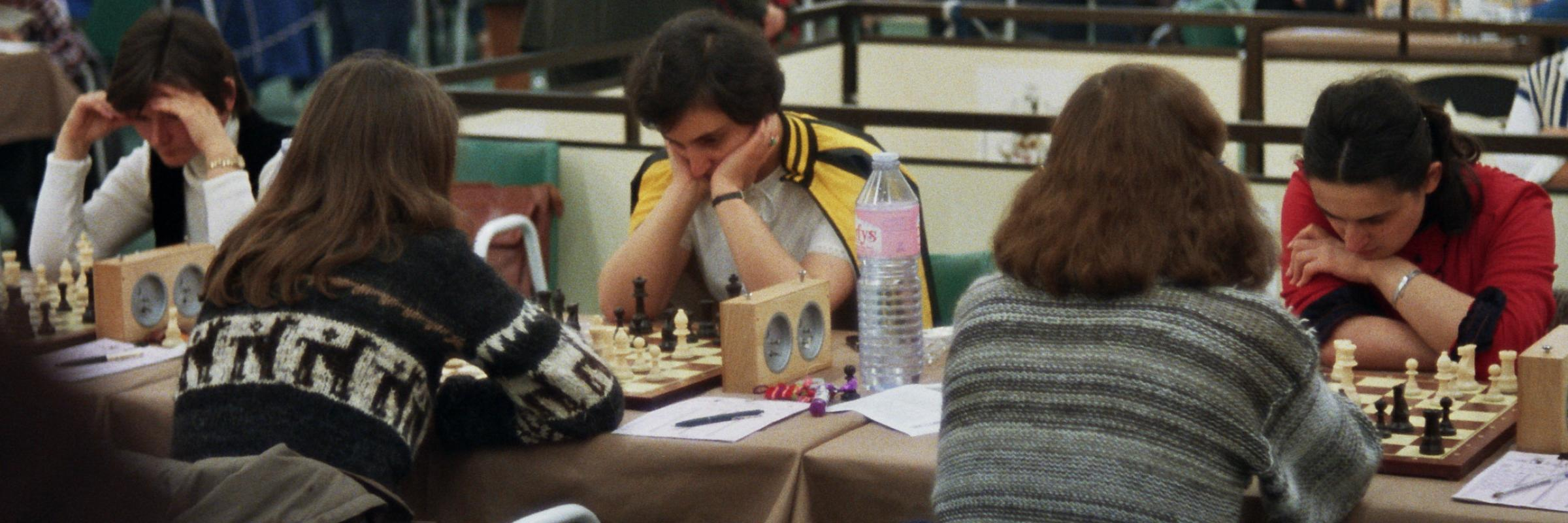
UdSSR: Lydyja Semenowa, Irina Levitina, Maia Tschiburdanidse

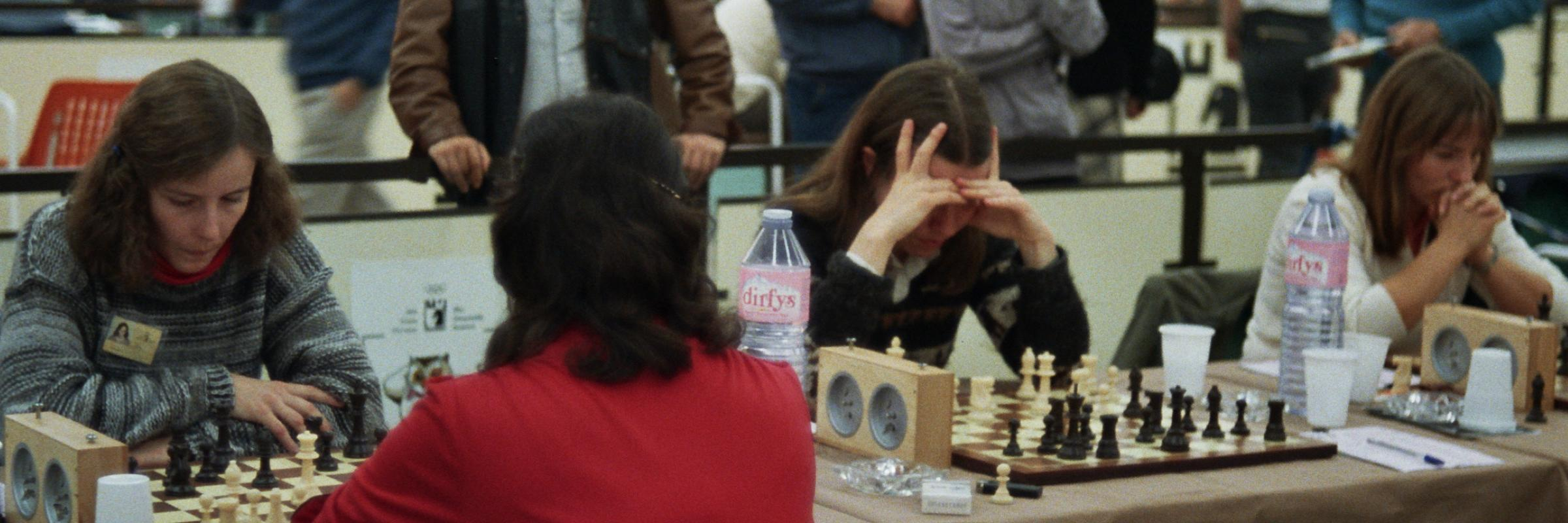
BRD: Barbara Hund, Gisela Fischdick, Stepanka Vokralova

| #  | Mannschaft         | Punkte |
| -- | ------------------ | ------ |
| 1  | Sowjetunion        | 41     |
| 2  | England            | 37     |
| 3  | Vereinigte Staaten | 35     |
| 4  | Ungarn             | 34½    |
| 5  | Rumänien           | 33     |
| 6  | BR Deutschland     | 32½    |
| 7  | Frankreich         | 32½    |
| 8  | Jugoslawien        | 32     |
| 9  | Bulgarien          | 32     |
| 10 | Niederlande        | 32     |
|    |                    |        |
| 38 | Österreich         | 29     |
|    |                    |        |
| 40 | Belgien            | 29     |
|    |                    |        |
| 49 | Schweiz            | 27½    |
|    |                    |        |
| 68 | Luxemburg          | 25½    |
Insgesamt 88 Mannschaften

### Medaillen

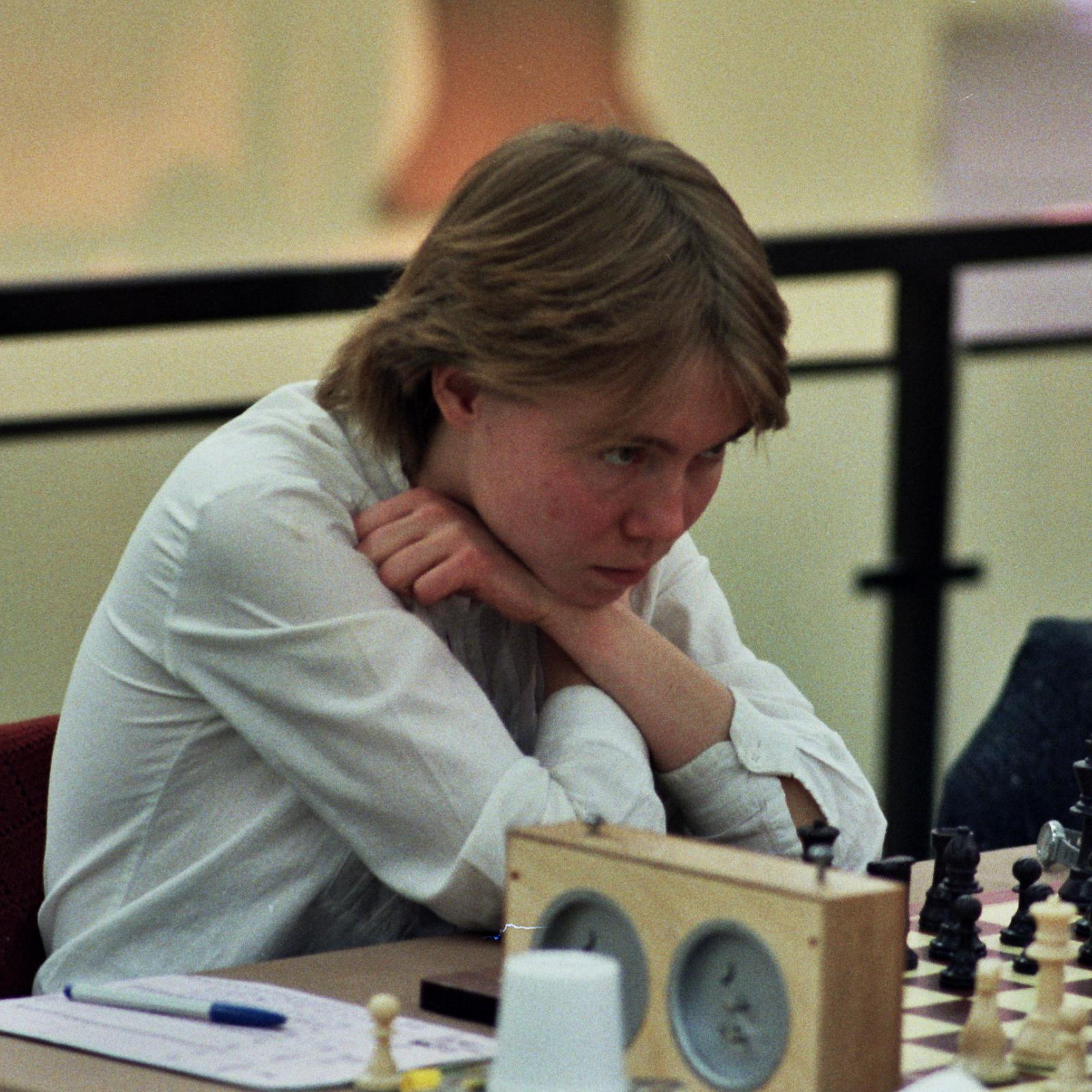
Pia Cramling, Goldmedaille Brett 1

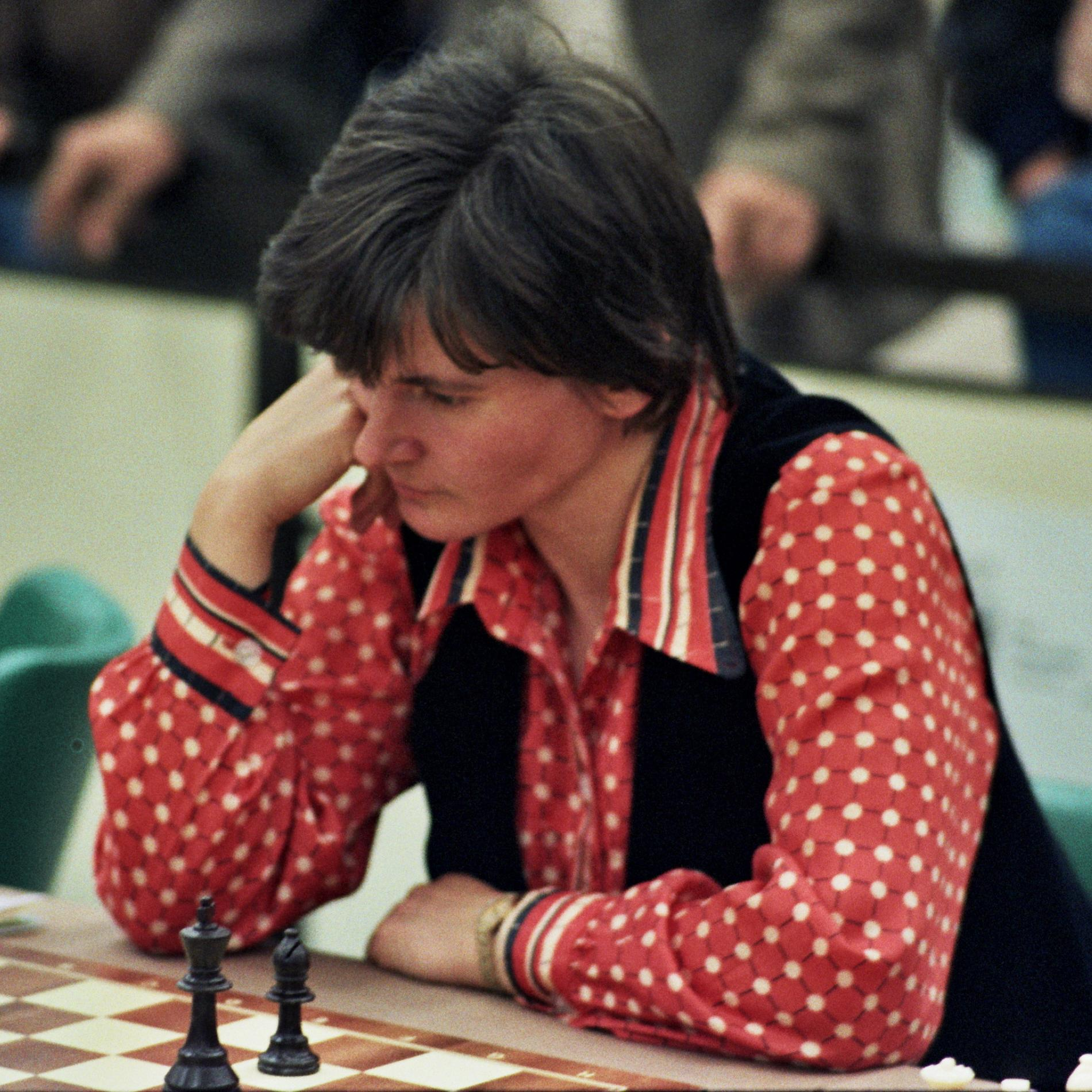
Lydyja Semenowa, Goldmedaille Reservebrett

Brett 1
Gold: Van Tilbury, Craig
Silber: Borg, Geoffrey
Bronze: Alexander Beliavsky
Brett 2
Gold: Nunn, John
Silber: Cooper, John Grantley
Bronze: Raphael, John
Brett 3
Gold: Vaganian, Rafael
Silber: Delaney, John
Bronze: Morovic, Iván
Brett 4
Gold: Sinprayoon, Pricha
Silber: Powell, John
Bronze: Loheac-Ammoun, Frank
Reservebrett 1
Gold: Gajadin, Dewperkash; Pintér, József; Ochoa de Echagüen, Javier; Mestel, Andrew Jonathan
Reservebrett 2
Gold: Comben, Gorden
Silber: Schinis, Marios
Bronze: De Firmian, Nick

### Ergebnisse der Sowjetunion

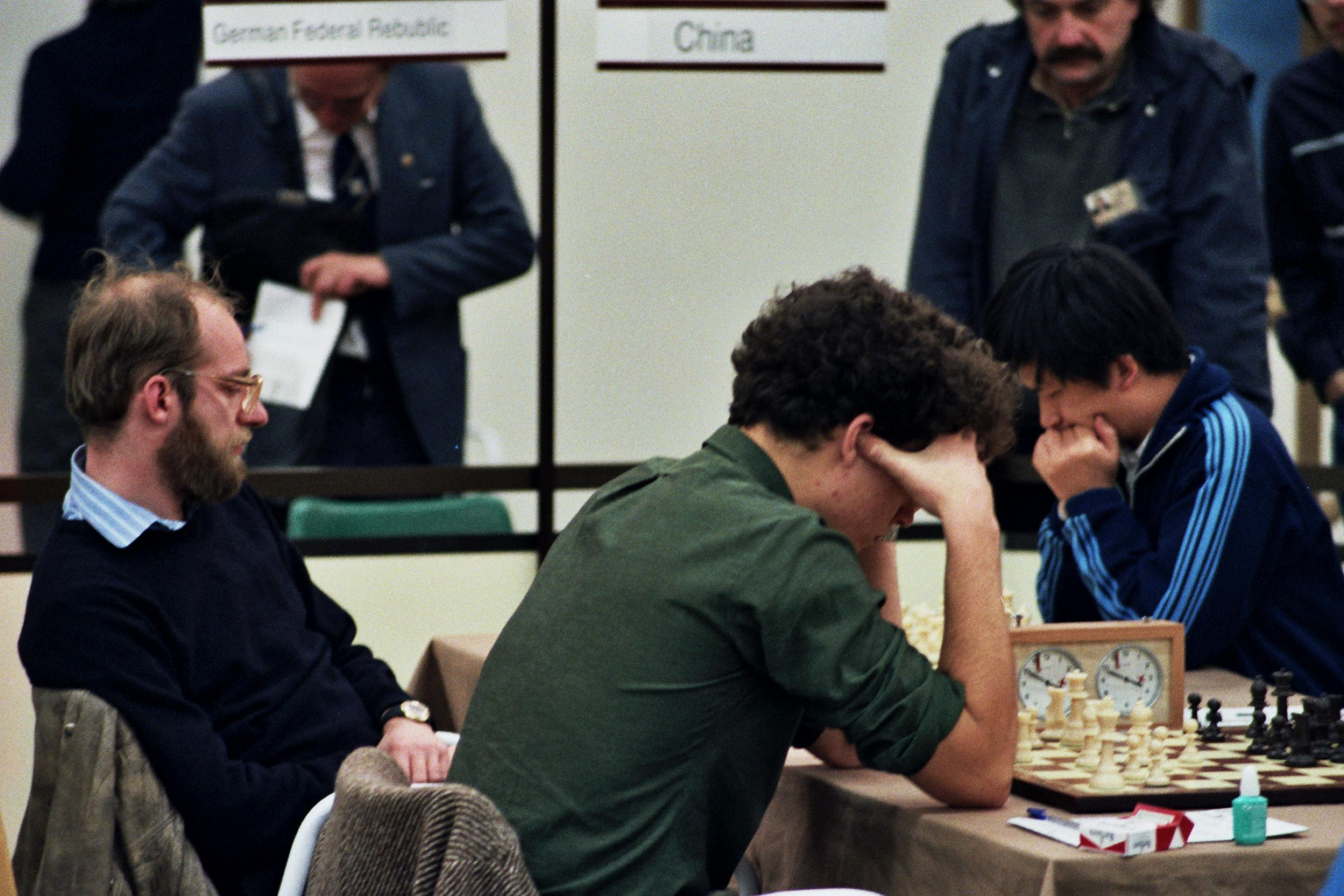
Robert Hübner, Eric Lobron und Qi Jingxuan, 1984 Schacholympiade in Thessaloniki

Die Sowjetunion musste aufgrund der Schachweltmeisterschaft 1984 auf ihre beiden stärksten Spieler verzichten. Dennoch gewannen Alexander Beliavsky (8 Punkte aus 10 Partien, Bronzemedaille), Lew Polugajewski (7 aus 10), Rafael Vaganian (8,5 aus 10, Goldmedaille), Wolodymyr Tukmakow (7 aus 10), Artur Jussupow (5 aus 8) und Andreï Sokolov (5,5 aus 8) das Turnier mit Vorsprung, trotz einer Niederlage im Wettkampf gegen die USA in Runde 9.

### Ergebnisse der Deutschen
Für Deutschland spielten Robert Hübner (6 Punkte aus 9 Partien), Eric Lobron (6 aus 12), Stefan Kindermann (7,5 aus 11), Hans-Joachim Hecht (4,5 aus 9), Peter Ostermeyer (5 aus 9) und Ralf Lau (3,5 aus 6). Zu den Mannschafts- und Einzelergebnissen der Westdeutschen siehe OlimpBase.

## Endstand des Frauenturniers

### Rangliste
| #  | Mannschaft          | Punkte |
| -- | ------------------- | ------ |
| 1  | Sowjetunion         | 32     |
| 2  | Bulgarien           | 27½    |
| 3  | Rumänien            | 27     |
| 4  | BR Deutschland      | 26     |
| 5  | Volksrepublik China | 26     |
| 6  | Ungarn              | 25     |
| 7  | Polen               | 24½    |
| 8  | England             | 24½    |
| 9  | Jugoslawien         | 24     |
| 10 | Spanien             | 24     |
|    |                     |        |
| 12 | Schweiz             | 23½    |
|    |                     |        |
| 30 | Österreich          | 21     |
|    |                     |        |
| 37 | Belgien             | 20½    |
Insgesamt 51 Mannschaften

### Medaillen
Brett 1
Gold: Cramling, Pia
Silber: Justo, Virginia
Bronze: Lematschko, Tatjana; Verőci-Petronic, Zsuzsa
Brett 2
Gold: Roos, Céline
Silber: Polihroniade, Elisabeta
Bronze: Berg, Tine
Brett 3
Gold: Chaves, Jussara
Silber: Gaprindashvili, Nona
Bronze: Smith, Vivian
Reservebrett
Gold: Semenowa, Lydyja
Silber: Crotto, Rachel
Bronze: Ruck-Petit, Monique

### Ergebnisse der Sowjetunion
Für den Olympiasieger der Frauen spielten Maia Tschiburdanidse (7,5 Punkte aus 11 Partien), Irina Levitina (6,5 aus 11), Nona Gaprindashvili (8,5 aus 10, Silbermedaille), Lydyja Semenowa (9,5 aus 10, Goldmedaille). Zu den Mannschafts- und Einzelergebnissen der Sowjetunion siehe OlimpBase.

### Ergebnisse der Deutschen
Für Deutschland spielten Barbara Hund (6,5 Punkte aus 11 Partien), Gisela Fischdick (6 aus 10), Stepanka Vokralova (7,5 aus 11) und Petra Feustel (6 aus 10). Zu den Mannschafts- und Einzelergebnissen der Deutschen siehe OlimpBase.

## Bilder und Weblinks
- 26th Chess Olympiad: Thessaloniki 1984 - Tournament review Nebst vielen Informationen gibt Olimpbase einen ausführlichen Überblick in englischer Sprache.